# Glicosidi

Vanillina-β-D-glucopiranoside (glucovanillina), glicoside utilizzato come aromatizzante. Il glicone è rappresentato dal glucosio, mentre l'aglicone deriva dalla vanillina. Notare il caratteristico legame O-glicosidico sul carbonio 1 dello zucchero.

I glicosidi sono una classe di composti chimici ottenuti per reazione di un carboidrato in forma emiacetalica e caratterizzati dalla formazione di un legame glicosidico. La reazione è catalizzata da tracce di acido forte e il carbonio glicosidico risultante, che era quello anomerico dell'emiacetale, in caso di reazione con un gruppo alcolico è legato a due differenti gruppi -OR. La parte zuccherina di tali composti è chiamata glicone mentre quella non zuccherina è detta aglicone.
Il tipico legame caratterizzante è O-glicosidico se implica la presenza dell'ossigeno, come il classico caso in cui l'aglicone deriva da un alcol, S-glicosidico nel caso in cui sia implicata la presenza di un atomo di zolfo come nei tioli (tioglicoside), o N-glicosidico nel caso della formazione di glicosilammine derivate da gruppi amminici. Una importante categoria di glicosilammine è rappresentata dai nucleosidi. Quando il glicone è rappresentato dal glucosio il glicoside viene chiamato glucoside. 
Un glicoside risulta stabile in soluzione acquosa a pH neutro o basico, senza presentare equilibri con forme anomeriche. In ambiente acido o per azione di enzimi idrolasi specifici, il legame glicosidico viene scisso con formazione di anomeri emiacetalici.

## Diffusione in natura
I glicosidi sono ampiamente diffusi nel mondo vegetale, dove rappresentano fonti di immagazzinamento degli zuccheri. L'uomo si serve di tali composti utilizzandoli principalmente in campo farmacologico o come additivi alimentari. Ad esempio glicosidi prodotti dal genere Salix sono una fonte di acido salicilico, derivati dall'antrachinone presenti in piante come la senna hanno effetto lassativo, mentre glicosidi cumarinici hanno la proprietà di dilatare le arterie coronariche. I glicosidi digitalici digitossina e digossina, furono i capostipiti storici dei farmaci cardiotonici. Glicosidi derivati dai flavonoidi sono conservanti alimentari e la glucovanillina è un aromatizzante dolciastro; la glicirrizina è un derivato della liquirizia con potere dolcificante parti a 50 volte quello del saccarosio, mentre altre classi di glicosidi sono preminentemente tossici (ad esempio l'amigdalina è una fonte di cianuro).
La formazione di un glicoside determina una maggiore idrofilia e stabilità di sostanze a carattere lipofilo, come ad esempio gli oli essenziali, permettendo la compartimentazione nel vacuolo e traslocazione nel citoplasma.

## Classificazione dei glicosidi
Una classificazione dei glicosidi naturali, con indicate le relative fonti a titolo di esempio, è la seguente: 
- Cardioattivi o cardiocinetici, tra cui i digitalici: digitale, strofanto, scilla, mughetto, elleboro, tevezia;
- Antrachinonici (cascara, aloe, frangola, rabarbaro, senna);
- Saponinici (liquirizia, dioscorea);
- Cianogenetici (lauroceraso, mandorla amara);
- Glucosinati (senape, cipolla, aglio);
- Fenolici (salice, vaniglia, uva ursina, agrumi);
- Cumarinici (fava tonka, anice stellato, ippocastano);
- Flavonoidici (agrumi, ruta, sophora, cardo mariano);
- Antocianici (mirtillo, uva);
- Tanninici;
- Catechinici (amamelide, ratania, kino, noce);
- Glucoalcaloidi;
- Immunostimolanti (ginseng, echinacea, eleuterococco).